# Wolkengeslacht
Wolkengeslachten zijn onderdeel van een internationaal systeem om wolken te classificeren naar eigenschap volgens de internationale wolkenclassificatie. Dit systeem wordt tegenwoordig internationaal gebruikt en is gebaseerd op een systeem dat Luke Howard in 1802 maakte. De benaming geslacht is afgekeken van de binomiale nomenclatuur voor levende wezens.
Wolkengeslachten zijn na de wolkenfamilies de hoogste rangorde om wolken onder te verdelen en dat gebeurt in tien geslachten. Deze onderverdeling geschiedt op basis van de hoogte en de vorm van deze wolken. 
| Overzicht van de tien wolkengeslachten | Overzicht van de tien wolkengeslachten | Overzicht van de tien wolkengeslachten           | Overzicht van de tien wolkengeslachten                                                                   |
| Afkorting                              | Naam geslacht                          | Familie                                          | Omschrijving                                                                                             |
| -------------------------------------- | -------------------------------------- | ------------------------------------------------ | --- |
| Ci                                     | Cirrus                                 | hoge wolken                                      | windveren, dunne, sliertige draden                                                                       |
| Cs                                     | Cirrostratus                           | hoge wolken                                      | sluierbewolking, witte sluier                                                                            |
| Cc                                     | Cirrocumulus                           | hoge wolken                                      | hoge schaapjeswolken, smalle, hoge, gebroken wolken, in rijen                                            |
| As                                     | Altostratus                            | middelhoge wolken                                | middelhoge sluierbewolking, een laag waar men meestal de zon nog doorheen kan zien                       |
| Ac                                     | Altocumulus                            | middelhoge wolken                                | vergelijkbaar aan cirrocumulus, alleen zijn de individuele segmenten groter en donkerder                 |
| Ns                                     | Nimbostratus                           | lage, middelhoge of verticaal ontwikkelde wolken | regenbewolking, donker, wijdverspreid, vormloze laag                                                     |
| Cb                                     | Cumulonimbus                           | verticaal ontwikkelde wolken                     | regen- en onweersbuien, zeer grote en hoge wolken                                                        |
| Cu                                     | Cumulus                                | lage wolken of verticaal ontwikkelde wolken      | stapelwolken, opgezwollen                                                                                |
| Sc                                     | Stratocumulus                          | lage wolken                                      | laaghangende gelaagde bewolking, gelijkt veel op cumulus, behalve dat ze samengepakt zijn en groter zijn |
| St                                     | Stratus                                | lage wolken                                      | laaghangende wolken, horizontale lagen                                                                   |

Een verdere onderverdeling van de wolkengeslachten is in wolkensoorten en ondersoorten of variëteiten.